# Kotaselkä
Kotaselkä är en sjö i kommunen Mänttä-Filpula i landskapet Birkaland i Finland. Sjön ligger 98,4 meter över havet. Den är 21,18 meter djup. Arean är 1,14 kvadratkilometer och strandlinjen är 11,5 kilometer lång. Sjön  ingår i Kumo älvs huvudavrinningsområde.   Den ligger omkring 69 km nordöst om Tammerfors och omkring 210 km norr om Helsingfors. Nordväst om Kotaselkä ligger staden Filpula. 
I väster sammanhänger sjön med Ruovesi och i öster via Melasjärvi med Kuorevesi.
I sjön finns ön Kotasaaret. 